# Beatrice Norden
Beatrice Norden  (* 11. März 1938 in Köln) ist eine deutsche Schauspielerin.

## Leben
Bekannt wurde Norden durch deutsche TV-Krimiserien, in denen sie oft zu sehen war. Neben mehreren Auftritten bei Derrick wirkte sie auch in dem Film Die Insel der Amazonen (1960) und, unter der Regie ihres Ehemannes, in der Komödie Der Raub der Sabinerinnen (1965) mit.
Beatrice Norden war von 1962 bis 1991 mit dem Schauspieler und Regisseur Ullrich Haupt verheiratet. Ihre gemeinsame Tochter Jennifer starb 1985 nach einer Kopf-Operation.

## Filmografie
- 1960: Flitterwochen in der Hölle
- 1960: Die Insel der Amazonen
- 1960: Mal drunter – mal drüber
- 1965: Der Raub der Sabinerinnen
- 1972: Der Kommissar: Blinde Spiele
- 1976: Derrick: Angst
- 1976: Derrick: Kalkutta
- 1976: Derrick: Das Superding
- 1979: Derrick: Lena
- 1981: Derrick: Die Stunde der Mörder
- 1982: Der Alte: Der Überfall